# Toreno
Toreno is een gemeente in de Spaanse comarca El Bierzo van de provincie León in de autonome regio Castilië en León met een oppervlakte van 103,53 km². Toreno telt 3.304 inwoners (1 januari 2016).